# ノブレスオブルージュ
『ノブレスオブルージュ』は2013年9月27日にチュアブルソフトより発売された18禁のパソコンゲーム（アダルトゲーム）ソフトである。

## あらすじ
フランスの騎士修道会に由来するサント・アレクサンドラ女学院の生徒会は『三銃士』にちなんだ役柄で呼ばれており、生徒たちは剣技（デュエル）を行うことで知られていた。
その学院の生徒会長ルイは、けがの療養のため、代役を双子の兄・十四也に務めてもらうことにした。
かくして、十四也は全校生徒の憧れを演じることになってしまった。

## 登場人物
大日向 十四也（おおひなた としや）
声 - 白月かなめ
本作の主人公で、双子の妹であるルイを溺愛しているシスコン。ルイの代わりに「ルイ」として学園に通う事になる。ルームメイトのアラミスでさえ見分けがつかないほどそっくり。自身もルイと同じく長髪でちょっとした仕草まで似ている。少し前まで剣道をしており腕前はルイと同じかそれ以上。居合を得意としており得物は日本刀。
ダルタニアン（谷 杏：たに あん）
声 - 秋野花
銃士隊の新入りで、大日向兄妹の顔なじみ。ちなみに十四也とルイの見分けはついていない。ルイに懐いており、ルイと見つけると抱きついてくる。スキンシップが過剰で隙あらば既成事実を迫ろうとする。勉強が苦手。アンの名で親しまれている。
アトス（阿刀 昴：あとう すばる）
声 - 桃井いちご
銃士隊一番隊隊長。女の子好きで人気が高い。序列はアンより低いが実力はルイが認めるほどだが、本人はやる気を見せないため本来の実力は不明。得物はソードブレイカ―とレイピアの二刀流だが、レイピアを抜く事は滅多にない。
アラミス（桐原 みすず：きりはら みすず）
声 - 水霧けいと
銃士隊二番隊隊長。大日向兄妹の事情を知っている。ルイから十四也のサポートを頼まれるが、あまりにルイにそっくりで驚いている。ルイとはルームメイトで十四也とも打ち解ける。十四也をからかって遊ぶ事がある。得物はブロードソード。
ポルトス（朱雀大路 蛍羽：すざくおおじ ほとは）
声 - 西乃ころね
銃士隊三番隊隊長。小柄な体格に反してグレートソードを繰り出す怪力の持ち主。また、発明も趣味である。飛び級をしておりルイとはクラスメイト。ランキング戦に使用する「礼服」の開発にも携わっている。小柄な見た目に反して意外に大食漢。
ルイ（大日向 ルイ：おおひなた るい）
声 - 桐谷華
十四也の双子の妹。穏やかな性格だが、いざという時はしっかりする。リシュリューを破って序列1位、生徒会長となった才女。実力は折り紙つき。十四也とは容姿がそっくり。かなりのブラコンで独占欲が強い。得物は標準装備のサーベルだが繰り出す剣戟は電光石火の如く早い。
リシュリュー（アルマ・ジャンヌ・デュ・アレシー・ド・リシュリュー）
声 - 有栖川みや美
学院理事長にして生徒副会長。序列1位の者を生徒会長とするルールを定めた張本人で、2年間序列1位の座につき生徒会長として君臨していたものの、ルイに敗れ、序列1位の座を追われてしまった。美しいものを好む。
ミレディ（冬実 冷李：ふゆみ れいり）
声 - 上原あおい
リシュリューのメイド長で、序列は最も低い。リシュリューへの忠誠心は高く、彼女を破ったルイを嫌っている。ルイを追い出すためには卑怯なことでさえ厭わない。リシュリューが何事においても1番でなければいけないと思っておりルイが怪我を負う事になった原因を作る。
ロシュフォール（八代 四歩：やしろ しほ）
声 - 杉原茉莉
ルイの同級生。頭が悪い上に好戦的な性格で、喧嘩を吹っ掛けているうちに序列3位に上り詰めてしまった。リシュリューに敗れており、かなわない相手だと悟っている。
ケティ
声 - 秋山樹
ミレディの部下であるメイド隊員の一人。がたいのよい体格に個性的な表情が特徴で、無口で恥ずかしがり屋。巨乳であることが悩み。
ねこにゃん
声 - 桐谷華
『中の人などいない!』からのゲストキャラクター。

## 用語
サント・アレクサンドラ女学院
銃士隊
サント・アレクサンドラ女学院の生徒会直属の自警団。総長は生徒会長が務めることになっている。なお、銃士隊員は赤い制服を着用することとなっている。

## スタッフ
- 企画・監督 - 草壁よしお
- 原画 - まんごープリン、生煮え、くない瓜
- シナリオ - 草壁よしお、神野マサキ、草薙、和泉万夜
- BGM - odiakeS、トライノート

## 主題歌
オープニングテーマ「Noblesse of Rouge」
作詞 - kskb440 / 作曲・編曲 - はづき / 歌 - 霜月はるか
エンディングテーマ「ルージュの歓声」
作詞・作曲・編曲 - 折倉俊則 / 歌 - Rita